# Okręg wyborczy City of York
Okręg wyborczy City of York powstał w 1265 r. i wysyłał do angielskiej, a następnie brytyjskiej, Izby Gmin dwóch deputowanych. W 1918 r. liczbę mandatów przypadających na okręg zmniejszono do jednego. Do 1997 r. okręg nosił nazwę York. 
Okręg obejmuje większą część miasta York, bez przedmieść.

## Deputowani do brytyjskiej Izby Gmin z okręgu City of York

### Deputowani w latach 1265–1660
- 1608: Christopher Brooke
- 1620: Alderman Askwith
- 1628–1629: Arthur Ingram
- 1628: Thomas Savile
- 1628–1629: Thomas Hoyle
- 1640: Edward Osborne
- 1640–1653: William Allanson
- 1640–1650: Thomas Hoyle
- 1653: Thomas St. Nicholas
- 1654–1655: Thomas Widdrington
- 1654–1659: Alderman Dickinson
- 1656–1658: Alderman Geldart
- 1659: Christopher Topham

### Deputowani w latach 1660–1918
- 1660–1661: Thomas Widdrington
- 1660–1679: Metcalfe Robinson
- 1661–1665: John Scott
- 1665–1673: Thomas Osborne
- 1673–1685: Henry Thompson, wigowie
- 1679–1685: John Hewley, wigowie
- 1685–1689: John Reresby, torysi
- 1685–1689: Metcalfe Robinson
- 1689–1690: Peregrine Osborne, wicehrabia Dunblane
- 1689–1690: Edward Thompson of Sheriff Hutton
- 1690–1695: Robert Waller
- 1690–1695: Henry Thompson
- 1695–1698: Edward Thompson of Sheriff Hutton
- 1695–1701: Tobias Jenkins
- 1698–1722: William Robinson
- 1701–1701: Edward Thompson of Sheriff Hutton
- 1701–1705: Tobias Jenkins
- 1705–1713: Robert Benson
- 1713–1715: Robert Fairfax
- 1715–1722: Tobias Jenkins
- 1722–1734: William Milner
- 1722–1742: Edward Thompson
- 1734–1741: John Lister Kaye
- 1741–1747: Godfrey Wentworth
- 1742–1761: George Fox-Lane
- 1747–1754: William Thornton
- 1754–1758: John Armytage
- 1758–1761: William Thornton
- 1761–1768: George Armytage
- 1761–1768: Robert Lane
- 1768–1783: Charles Turner
- 1768–1784: John Cavendish, wigowie
- 1783–1790: Robert Monckton-Arundell, 4. wicehrabia Galway, torysi
- 1784–1802: Richard Slater Milnes, torysi
- 1790–1811: William Mordaunt Milner, wigowie
- 1802–1807: Lawrence Dundas, wigowie
- 1807–1820: Mark Masterman-Sykes, torysi
- 1811–1820: Lawrence Dundas, wigowie
- 1820–1830: Marmaduke Wyvill, wigowie
- 1820–1826: Robert Chaloner, wigowie
- 1826–1830: James Wilson, torysi
- 1830–1832: Thomas Dundas, wigowie
- 1830–1833: Samuel Adlam Bayntun, Partia Konserwatywna
- 1832–1835: Edward Petre, wigowie
- 1833–1835: Thomas Dundas, wigowie
- 1835–1841: John Charles Dundas, wigowie
- 1835–1847: John Henry Lowther, Partia Konserwatywna
- 1841–1848: Henry Galgacus Redhead Yorke, wigowie
- 1847–1865: John George Smyth, Partia Konserwatywna
- 1848–1857: William Mordaunt Edward Milner, wigowie
- 1857–1865: Joshua Proctor Brown Westhead, Partia Liberalna
- 1865–1868: George Leeman, Partia Liberalna
- 1865–1880: James Lowther, Partia Konserwatywna
- 1868–1871: Joshua Proctor Brown Westhead, Partia Liberalna
- 1871–1880: George Leeman, Partia Liberalna
- 1880–1883: Joseph Johnson Leeman, Partia Liberalna
- 1880–1885: Ralph Creyke, Partia Liberalna
- 1883–1885: Frederick Milner, Partia Konserwatywna
- 1885–1892: Alfred Edward Pease, Partia Liberalna
- 1885–1898: Frank Lockwood, Partia Liberalna
- 1892–1906: John Butcher, Partia Konserwatywna
- 1898–1900: lord Charles Beresford, Partia Konserwatywna
- 1900–1910: George Faber, Partia Konserwatywna
- 1906–1910: Hamar Greenwood, Partia Liberalna
- 1910–1918: Arnold Stephenson Rowntree, Partia Liberalna
- 1910–1918: John Butcher, Partia Konserwatywna

### Deputowani po 1918
- 1918–1923: John Butcher, Partia Konserwatywna
- 1923–1929: John Arthur Marriott, Partia Konserwatywna
- 1929–1931: Frederick George Burgess, Partia Pracy
- 1931–1937: Lawrence Roger Lumley, Partia Konserwatywna
- 1937–1945: Charles Wood, Partia Konserwatywna
- 1945–1950: John Corlett, Partia Pracy
- 1950–1959: Harry Hylton-Foster, Partia Konserwatywna
- 1959–1966: Charles Longbottom, Partia Konserwatywna
- 1966–1983: Alex Lyon, Partia Pracy
- 1983–1992: Conal Gregory, Partia Konserwatywna
- od 1992: Hugh Bayley, Partia Pracy